# Automatic Warning System
Das Automatic Warning System (AWS) ist ein Zugbeeinflussungssystem, welches seit 1956 in Großbritannien zum Einsatz kommt. Im Jahre 1992 waren etwa 11.000 Kilometer (von insgesamt etwa 16.000 Kilometern) des Streckennetzes von British Rail damit ausgerüstet.

## Funktionsweise

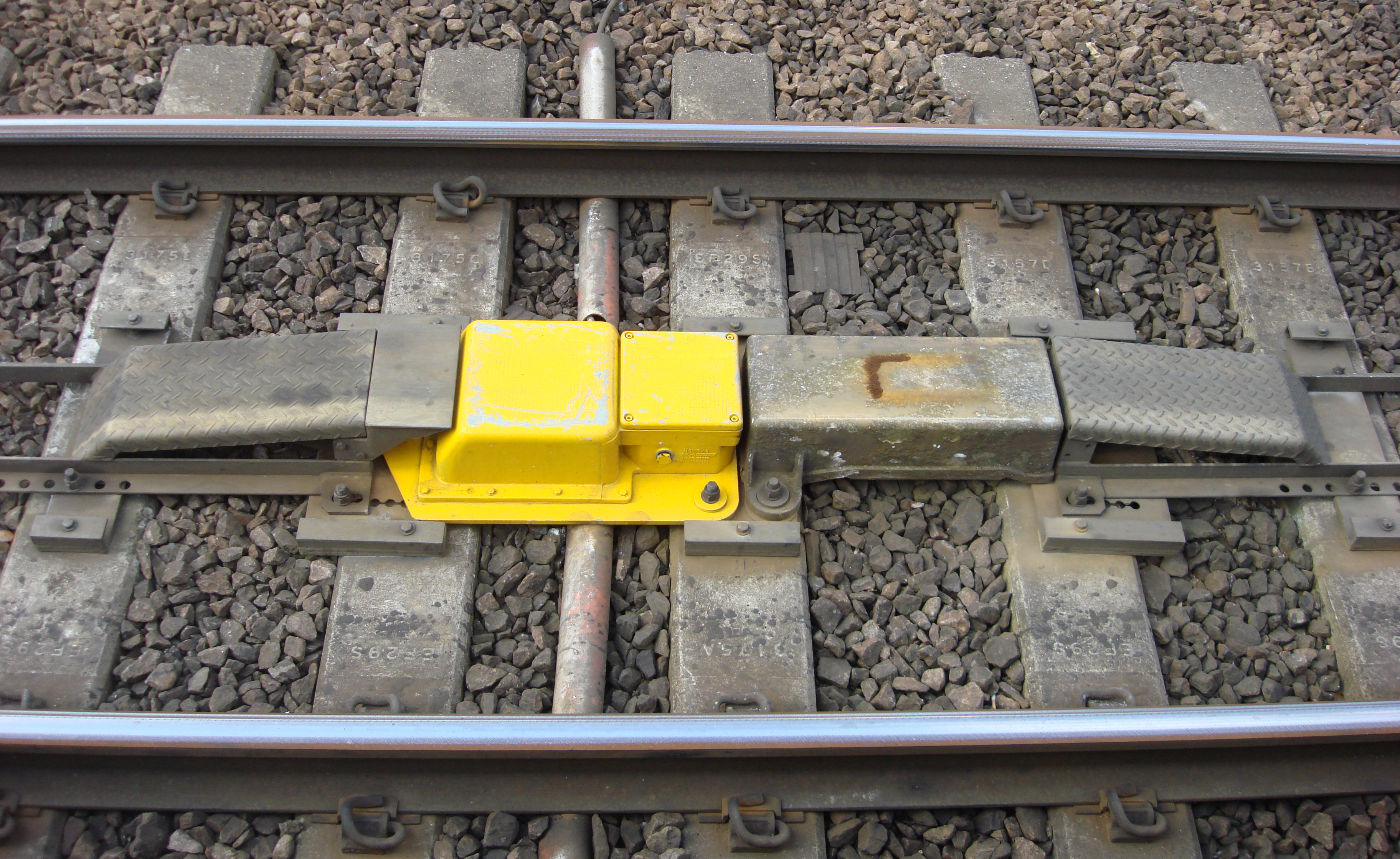
Eine AWS-Rampe

Etwa 180 Meter vor einem Vorsignal oder der Ankündigung einer Langsamfahrstelle befindet sich mittig im Gleis eine sogenannte AWS-Rampe. Sie enthält einen Permanentmagneten und einen umgekehrt gepolten Elektromagneten; bei Ankündigungen von Langsamfahrstellen entfällt der Elektromagnet.

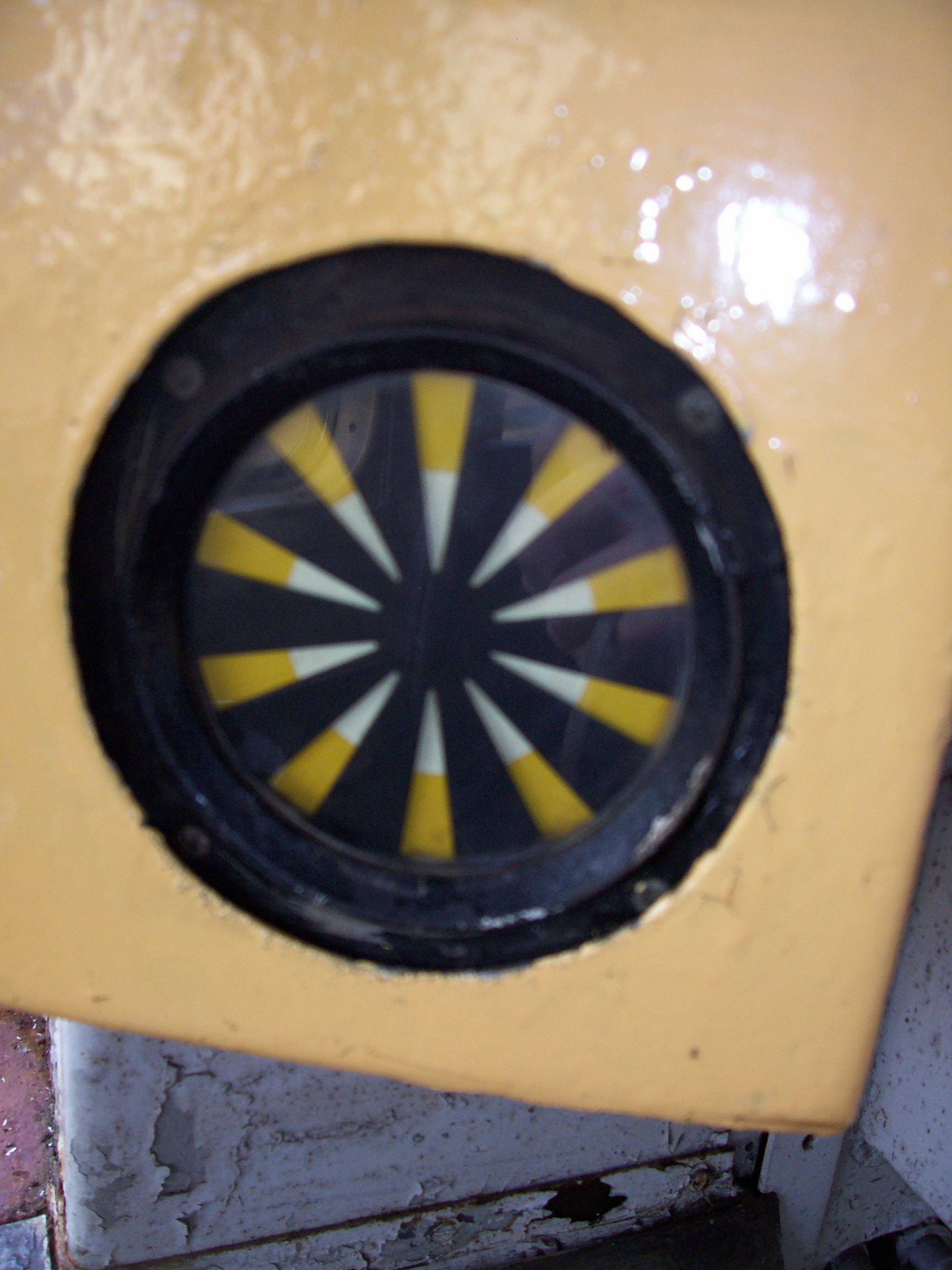
AWS-Anzeige

Unter dem Fahrzeug ist ein Empfänger installiert, der auf diese Magnetfelder reagiert. Im Führerstand gibt es eine Klingel und eine Hupe (heute werden diese Töne oft elektronisch erzeugt), eine Anzeige des Gerätezustands sowie einen Bestätigungsknopf (Wachsamkeitstaste).
Wenn das Vorsignal „Fahrt frei“ zeigt, ist der Elektromagnet aktiviert. Dies führt dazu, dass im Führerstand die Klingel ertönt und die Anzeige schwarz wird.
Wenn jedoch das Vorsignal „Halt erwarten“ anzeigt (und immer im Falle von Langsamfahrstellen), ist der Elektromagnet nicht aktiv bzw. nicht vorhanden. In diesem Fall ertönt die Hupe. Der Triebfahrzeugführer hat jetzt zwei bis drei Sekunden Zeit, um die Wachsamkeitstaste zu bedienen. Falls er dies unterlässt, erfolgt eine Zwangsbremsung.
Bei rechtzeitiger Betätigung der Wachsamkeitstaste verstummt die Hupe, und die Anzeige wird zu einem Muster von abwechselnd gelben und schwarzen Sektoren (umgangssprachlich „Sonnenblume“ genannt). Dieses erinnert den Triebfahrzeugführer daran, dass er eine Warnung erhalten und diese bestätigt hat. Es ist jetzt seine Aufgabe, die Bremsung einzuleiten. Diese wird vom Automatic Warning System jedoch nicht überwacht.
Der Eisenbahnunfall von Ladbroke Grove wird wesentlich auf diese fehlende Bremsüberwachung zurückgeführt.